# Captain Fantastic and the Brown Dirt Cowboy
Captain Fantastic and the Brown Dirt Cowboy – album studyjny Eltona Johna, wydany w roku 1975.
W 2003 album został sklasyfikowany na 158. miejscu listy 500 albumów wszech czasów magazynu Rolling Stone.

## Utwory
| 1.  | Captain Fantastic and the Brown Dirt Cowboy | 5:46  |
|     |                                             |       |
| 2.  | Tower of Babel                              | 4:28  |
|     |                                             |       |
| 3.  | Bitter Fingers                              | 4:35  |
|     |                                             |       |
| 4.  | Tell Me When the Whistle Blows              | 4:20  |
|     |                                             |       |
| 5.  | Someone Saved My Life Tonight               | 6:45  |
|     |                                             |       |
| 6.  | (Gotta Get A) Meal Ticket                   | 4:01  |
|     |                                             |       |
| 7.  | Better Off Dead                             | 2:37  |
|     |                                             |       |
| 8.  | Writing                                     | 3:40  |
|     |                                             |       |
| 9.  | We All Fall in Love Sometimes               | 4:15  |
|     |                                             |       |
| 10. | Curtains                                    | 6:15  |
|     |                                             |       |
|     |                                             | 46:42 |
|     |                                             |       |

### Utwory bonusowe (CD 1995)
| 1. | Lucy in the Sky with Diamonds (John Lennon & Paul McCartney) | 6:18  |
|    |                                                              |       |
| 2. | One Day At a Time (Lennon)                                   | 3:49  |
|    |                                                              |       |
| 3. | Philadelphia Freedom                                         | 5:23  |
|    |                                                              |       |
|    |                                                              | 15:30 |
|    |                                                              |       |